# Willem van Eijk
Willem van Eijk (Korteraar, 13 augustus 1941 – Vught, 19 juni 2019) was een Nederlandse seriemoordenaar. Hij is tweemaal veroordeeld voor in totaal vijf moorden op vijf vrouwen: Cora Mantel, Aaltje van der Plaat, Sasja Schenker, Michelle Fatol en Annelies Reinders.

## Jeugdjaren
Willem van Eijk werd in 1941 geboren in het Zuid-Hollandse dorp Korteraar. Hij groeide op in een arbeidersmilieu. Zijn ouders hadden – zoals in die tijd niet ongebruikelijk was – een flinke kinderschare. Hij volgde de lagere school in Ter Aar. Tijdens zijn lagereschooltijd was hij een buitenbeentje en werd hij 'Gekke Willempie' genoemd, iets wat hij later zou gebruiken om zijn buitensporige gedrag te verklaren. Van Eijk weigerde te leren, liever verzamelde hij vreemde objecten zoals dode insecten en verdroogde kikkers. In het dorp stond hij bekend om zijn wreedheid jegens dieren. Zo had hij er plezier in honden te pijnigen, katten te verdrinken en eenden dood te trappen. Toen hij 8 jaar was typeerden zijn broers hem als 'het kwaad in persoon'. Op school had hij weinig contact, hij was een eenling. Zijn schoolcarrière verliep niet succesvol. Van Eijk belandde in de kleine criminaliteit, hij leefde van diefstalletjes.

## Eerste moorden
Tijdens zijn puberteit kreeg Van Eijk last van vreemde dromen. Hij droomde van het verkrachten en vermoorden van vrouwen. Op 20 juni 1971 pikte hij de dan 15-jarige uit Uithoorn afkomstige Cora Mantel op. Omdat zij de laatste bus naar huis gemist had na een afspraakje met haar vriend in Amsterdam, stond zij liftend langs de kant van de weg. Hij wurgde Mantel met haar eigen sjaal. Later zou hij verklaren dat hij spijt had van deze daad, 'omdat ze maar zo kort geleefd had'. 'Maar', zei Van Eijk, die immers droomde van het vermoorden van een vrouw, 'ik had eindelijk de kans en ik heb hem gepakt.' Omdat Cora Mantel de ochtend van de moord zou beginnen met een nieuwe baan bij een juwelier te Aalsmeer, werd de juwelier enige tijd als verdachte aangemerkt.
Op 19 augustus 1974 werd de 44-jarige verpleegster Aaltje van der Plaat vlak bij de woonplaats van Willem van Eijk gevonden. Willem woonde op dat moment in Ter Aar. Ze lag in een maïsveld en was omgebracht met messteken. Van Eijk had ook haar buik opengesneden en haar linkertepel afgesneden. Aan het einde van de weg woonde Van Eijk in zijn kleine witte woonark, waar hij met bloedrode druipende verf de woorden 'De Vrijheid' op had geschreven. Verschillende mensen hadden Van Eijk op zijn brommer zien rijden op de avond van de moord, ook rond de plek waar Aaltje is vermoord. Zo kwam de politie hem op het spoor. Van Eijk bekende de moord op Van der Plaat en al snel daarna ook de moord op Cora Mantel.

## Veroordeling en verblijf in de Van Mesdagkliniek
In 1975 werd Van Eijk wegens doodslag op de 15-jarige Cora Mantel uit Uithoorn en de 44-jarige Aaltje van der Plaat veroordeeld tot 18 jaar cel en tbs. De details van de moorden die tijdens de rechtszitting werden voorgelezen waren zo walgelijk dat enkele parketwachters moesten overgeven. Uit psychiatrische rapporten kwam Van Eijk naar voren als een man met ernstige jeugdtrauma's als gevolg van afwijzingen en pesterijen van (vooral) vrouwen. In de Van Mesdagkliniek in Groningen verzette hij zich 'uit angst psychisch te desintegreren' tegen elke vorm van behandeling en was hij een van de moeilijkste patiënten in de kliniek ooit. Psychiaters vermoedden dat Van Eijks afwijkende gedrag voortkwam uit een hersenbeschadiging, opgelopen tijdens zijn geboorte. Van Eijk weigerde echter elk onderzoek.
Tijdens zijn verblijf in de Van Mesdagkliniek kreeg Van Eijk een relatie met zijn correspondentievriendin Adri. Ze trouwden in 1980, als Van Eijk nog gedetineerd is. In 1990 werd Van Eijk vrijgelaten. Zijn relatie met Adri zou ervoor zorgen dat hij op het rechte pad bleef, meenden zijn behandelaars, hoewel drie kinderen van Adri hier geen vertrouwen in hadden en alle contacten met hun moeder en Willem hadden verbroken. De psychiaters waarschuwden wel dat als hij weer door een vrouw werd afgewezen, de kans op herhaling zeer groot was. Adri en Willem verhuisden naar het Groningse dorp Harkstede, waar ze samen met een van de kinderen van Adri een boerderij betrokken. Het ging echter al snel bergafwaarts met de relatie, waardoor het steeds slechter ging met Van Eijk. Aan zijn nieuwe woonplaats en de gebeurtenissen die volgden dankt Willem van Eijk zijn bijnaam 'Het Beest van Harkstede'.

## Nieuwe moorden
Op 5 november 1993 werd in de Groningse gemeente Westerkwartier in een sloot bij Enumatil het lijk van de 23-jarige Roemeense tippelaarster Michelle Fatol gevonden. Op 21 januari 1995 ontdekte men in het Eemskanaal in Appingedam het lichaam van de 31-jarige straatprostituee Annelies Reinders en op 17 juli 2001 trof men in het Slochterdiep bij Harkstede het naakte lichaam van de 34-jarige Sasja Schenker aan. Vlak bij Van Eijks huis werden enkele maanden later Sasja's kleren gevonden. De kleding was in een plastic zak verzwaard met stenen in een sloot gegooid. In de periode tussen 1993 en 2001 doemden er nog andere lijken op. Zo werd op 31 juli 1995 in het Winschoterdiep bij Groningen de romp van prostituee Antoinette Bont (24) aangetroffen. Haar ledematen werden later gevonden in een sporttas. Op 2 mei 1997 vond men in Groningen het lichaam van Shirley Hereijgers. De prostituee bleek te zijn gewurgd. Omstreeks 7 februari 1998 verdween ook de vriendin en collega van Shirley Hereijgers: Jolanda Meijer (35). Van haar ontbreekt sindsdien elk spoor.

## Arrestatie en veroordeling

### Opgepakt
Omdat de kleding van Sasja Schenker vlak bij het huis van Willem van Eijk werd gevonden, viel de verdenking op de ex-tbs'er. Van Eijk werd in de vroege ochtend van 12 november 2001 door de politie van zijn bed gelicht. Hij bekende al snel drie vrouwen te hebben gedood: Michelle Fatol, Annelies Reinders en Sasja Schenker. De politie verdacht hem ook van de moorden op Shirley Hereijgers, Antoinette Bont en Jolanda Meijer, maar Van Eijk ontkende elke betrokkenheid. Met graafmachines werden zijn huis en tuin op de Hoofdweg 167 te Harkstede volledig overhoopgehaald om eventuele lijken te ontdekken, maar er werd niets gevonden. Jolanda Meijer is nog steeds vermist. In de provincie Groningen zijn in de acht jaar voor zijn arrestatie zeker acht prostituees vermoord. Slechts twee van de moorden (Michelle Fatol en Annelies Reinders) werden opgelost. In 1997 werd Van Eijk verdacht van de moord op studente Anne de Ruyter de Wildt en in 2000 van de moord op Marianne Vaatstra. Op basis van DNA-tests bleek echter dat Van Eijk in déze gevallen de moordenaar niet kon zijn.

### Rechtbank: levenslang
Vanaf 2001 werd de verdediging van Van Eijk gevoerd door Willem Anker. Dit tot verbijstering van de nabestaanden van Shirley Hereijgers, omdat hij ook hen vertegenwoordigde. Toen Van Eijk officieel werd verdacht van de moord op Shirley trok Anker zich terug. Hierna werkte Van Eijk een rits advocaten af en wist hij de rechtsgang flink te vertragen. Pas op 25 oktober 2002 kon het Openbaar Ministerie een levenslange gevangenisstraf eisen. Op 7 november 2002 veroordeelde de rechtbank te Groningen hem inderdaad tot levenslang. Van Eijk tekende hoger beroep aan bij het hof te Leeuwarden.

### Hof: levenslang
Het Gerechtshof Leeuwarden hielp Van Eijk bij het vinden van een advocaat, maar ook hij werd ontslagen. Van Eijk huurde Van der Brugge en Beg Advocaten uit Amsterdam in. Die vertegenwoordigden hem op 24 september 2003 bij zijn hoger beroep. Tijdens de rechtszaak vertelde Van Eijk dat zijn (inmiddels ex-)vrouw Adri wist van de moord op Annelies Reinders. Zij zou hem daarmee hebben gechanteerd. Van Eijks advocaten wilden Adri horen tijdens de volgende zitting, maar het hof legde dit verzoek naast zich neer. Op 14 november 2003 werd in het hoger beroep weer levenslang geëist tegen Van Eijk. Twee weken later werd Van Eijk conform de eis van het OM door het gerechtshof veroordeeld. Het hof verklaarde bewezen dat Van Eijk schuldig is aan de moord op Sasja Schenker en aan doodslag op Michelle Fatol en Annelies Reinders. De advocaten van Van Eijk gingen in cassatie bij de Hoge Raad, omdat hun cliënt de videobanden van zijn politieverhoren niet mocht zien.

### Hoge Raad: geen cassatie
In maart 2005 verwierp de Hoge Raad het beroep in cassatie van Willem van Eijk. Het feit dat Van Eijk de videobanden van zijn verhoren niet mocht zien, leverde geen novum (nieuw feit) op en ook de rechtsgang achtte de Hoge Raad niet gefrustreerd. Cassatie was daarmee geblokkeerd. Van Eijk zou daarmee zijn levenslange celstraf uit moeten zitten.

## De anatomie van een seriemoordenaar
In 2005 werd Sytze van der Zee, oud-hoofdredacteur van Het Parool, benaderd door een vismaat van Willem van Eijk met de vraag of hij een boek over Willem van Eijk wilde schrijven. Van der Zee schreef tien boeken, waaronder Zuidwal, over de seriemoordenaar Koos Hertogs. Van der Zee stemde toe en zei daarover: 'Ik ben altijd gefascineerd geweest door het kwaad in de mens. Door kampbeulen en seriemoordenaars. Wat drijft hen? Hebben ze berouw of spijt?' Van der Zee zou voor zijn boek met de titel De anatomie van een seriemoordenaar dertig gesprekken voeren met Van Eijk. Voorts sprak hij met kennissen uit het verleden, met psychiaters en behandelaars. Tijdens het eerste gesprek werd Van der Zee gewaarschuwd door een bewaker: 'Zorg ervoor dat de tafel tussen jullie blijft. De man is een monster. Hij kan elk moment toeslaan. Nog voordat je het alarm in hebt kunnen drukken ben je dood; binnen dertig seconden ...' Tijdens alle gesprekken toonde Van Eijk geen enkel berouw. Alleen over de 'vuile moord' op verpleegster Aaltje van der Plaat kon hij moeilijk spreken, viel Van der Zee op. Van Eijk zag zichzelf als 'cleane' moordenaar. Het bloedbad dat hij had aangericht tijdens de moord op Aaltje, achtte Van Eijk beneden zijn waardigheid. Van Eijk zei zelf: 'Ik ben een jager, ik weet hoe ik moet doden.' Aan Van der Zee vertelde Van Eijk dat hij vijf mensen heeft vermoord: 'Twee eerst en daarna nog drie.' Over andere moorden waarvan hij verdacht wordt, wilde hij niet spreken. 'Of ik vertel de waarheid of ik vertel niets,' zei Van Eijk daarover. Het oordeel liet Van Eijk daarmee over aan de toehoorder.

### Psychopaat
Opvallend is dat Van Eijk in zijn verhaal altijd de schuld bij anderen of bij omstandigheden buiten zichzelf legde. Zijn beroerde jeugd, het feit dat hij gepest was, een waan die hem overviel. Kortom: Van Eijk kon er zelf niets aan doen. Toen na dertig gesprekken bleek dat de journalist niets voor hem kon of wilde betekenen, ontstond er ruzie. Van Eijk wilde niets meer met Van der Zee te maken hebben, de gesprekken eindigden abrupt. Van der Zee heeft zijn verhaal afgerond. In het boek zijn ook gesprekken met begeleiders opgenomen. Van der Zee verweet hen dat ze fouten hadden gemaakt, ze hadden Van Eijk op basis van aannames in 1990 op vrije voeten gesteld. Impliciet hebben hulpverleners toegegeven dat ze te goed van vertrouwen zijn geweest. Van der Zee zei over zijn ontmoetingen met Van Eijk: 'Van Eijk is een gewetenloze psychopaat die geen berouw heeft. Een marmot heeft meer gevoel dan deze man.'

## Dood
Van Eijk overleed op 19 juni 2019 in de gevangenis. De doodsoorzaak werd niet bekendgemaakt.

## Boerderij in Harkstede
In 2016, zo’n vijftien jaar na zijn arrestatie, werd zijn huis aan de Hoofdweg 167 in Harkstede gesloopt. Op de plek waar Van Eijk jarenlang zijn gang kon gaan, ligt nu een recreatieplas en een nieuwe woonwijk. Zijn huis werd aangekocht door Bureau Meerstad, dat verantwoordelijk is voor de bouw van nieuwbouwwijk Meerstad. Tot de sloop werd de woning door dit bureau verhuurd.